# 그리스도의 세례 (베로키오)
그리스도의 세례(The Baptism of Christ)는 이탈리아 르네상스 화가인 안드레아 델 베로키오가 1475년 완성한 작품이다. 현재 이탈리아 피렌체의 우피치 미술관에 소장되어 있다.
이 작품에서는 마태오 복음, 마르코 복음, 루가 복음 등에 기록되어 있는 예수가 세례자 요한에게 세례를 받고 있는 모습을 묘사하고 있다. 왼편의 천사 부분은 당시 베로키오의 제자였던 레오나르도 다 빈치가 그려 넣었던 것으로 알려져 있다. 이 같은 사실 때문에 정작 베로키오의 작품이면서도 그림 전반의 가치와 중요성은 주목받지 못하는 경우가 많다. 최근에 와서는 배경 속 풍광과 예수 그리스도도 다빈치가 그린 것으로 보는 시각도 있다.
작품의 배경은 코모 호수의 몬테 산 마르티노로, 아마도 리에르나에서 그린 것으로 추정된다.

## 배경과 기원
안드레아 델 베로키오는 15세기 후반 피렌체에서 활동했던 조각가이자 금세공인으로, 크고 잘나가는 공방소를 운영하고 있었다. 베로키오 밑에서 일하던 견습생과 친하게 지내던 지인 중에는 보티첼리, 보티치니, 로렌초 디 크레디, 그리고 레오나르도 다 빈치가 있었다.
베로키오는 다작하는 화가와는 거리가 있었기에 그린 그림도 극히 적었으며, 오히려 조각 작품으로 이름을 날렸다. 베로키오의 회화는 당대 피렌체에서 보편적으로 쓰이던 나무판에 템페라로 그려졌다. 또 그림이 그려진 시기는 이전 같으면 행진용 방패 같은 튼튼한 물품에나 쓰이던 안료 기술이 네덜란드·플랑드르 화가와 그 작품들의 피렌체 유입과 함께 본격적으로 회화작품에 도입되던 시기였다.
1515년 안토니오 빌리의 기록에 따르면 《그리스도의 세례》는 산 살비 교회의 의뢰로 제작된 것이며, 나중에는 산타베르디아나의 발룸브로산 자매에게 넘어갔다고 한다. 1810년에는 아카데미아 미술관에 넘겨졌으며 1959년에는 우피치 미술관에서 매입하였다. 16세기에는 조르조 바사리의 《화가들의 삶》에서 베로키오와 레오나르도 다빈치를 소개하는 부분에서 이 작품이 언급된 바 있다.

## 참고 문헌
- Brown, David Alan (1998). Leonardo da Vinci: Origins of a Genius. New Haven: Yale University Press.